# مارسلو اسپینا
مارسلو اسپینا (انگلیسی: Marcelo Espina؛ زادهٔ ۲۸ آوریل ۱۹۶۷) بازیکن فوتبال اهل آرژانتین است.
از باشگاه‌هایی که در آن بازی کرده‌است می‌توان به باشگاه فوتبال کولو-کولو، باشگاه فوتبال راسینگ سانتاندر، و باشگاه فوتبال لانوس اشاره کرد.
وی همچنین در تیم ملی فوتبال آرژانتین بازی کرده‌است.